# The Latin Library
The Latin Library ist eine englischsprachige Website, die gemeinfreie lateinische Texte versammelt. Die Texte stammen aus unterschiedlichen Quellen, teilweise aus ebenfalls gemeinfreien kritischen Editionen der Autoren, teilweise von anderen Websites, und werden meist per E-Mail an die Webmaster bekanntgegeben.
Da die Texte den Anforderungen wissenschaftlicher Textkritik meist nicht genügen – es gibt kaum Seiten ohne Schreib- und Scanfehler –, werden sie vorrangig zu privaten und nicht-akademischen Zwecken angeboten. Übersetzungen hält die Website nicht bereit.
Betreiber der Website ist die Ad Fontes Academy.